# Ad kalendas graecas
Ad kalendas graecas és una locució llatina, traduïda al català com "a les calendes gregues", que equival al significat metàforic de "mai".
Aquesta expressió es deu al fet de remetre's a una data impossible car els grecs no comptaven el temps amb les calendes romanes.
L'origen d'aquesta expressió, queda documentat en el relat de Suetoni a les Vides dels dotze cèsars on hi explica que August es referia amb aquesta expressió els deutors que mai pagarien.